# Billbergia macrolepis
Espèce
Classification phylogénétique
Billbergia macrolepis est une espèce de plantes à fleurs de la famille des Bromeliaceae, qui se rencontre en Amérique centrale et en Amérique du Sud.

## Synonymes
- Billbergia richteriana E.Pereira[1].

## Distribution
L'espèce se rencontre au Costa Rica, au Panama, en Colombie, en Équateur, au Venezuela et au Guyana.

## Description
L'espèce est épiphyte.